# Derecho de persecución en alta mar
El derecho de persecución en alta mar (Hot Pursuit, en inglés) es un derecho recogido por el Derecho Internacional que supone una limitación a la libertad de navegación, que es una de las cuatro libertades tradicionales recogidas en el Convenio de Ginebra de 1958 sobre Alta Mar y en la Convención de 1982. Este derecho internacional consiste en que las autoridades marítimas del Estado ribereño pueden perseguir en alta mar, con legitimidad internacional, a un buque con bandera de otro Estado, en el caso de que haya motivos fundados de que ese buque extranjero haya cometido una infracción a las “leyes y reglamentos” del Estado ribereño.

## Requisitos
El derecho de persecución está cuidadosamente regulado, ya que su ejercicio deberá ser realizado bajo las siguientes condiciones cumulativas:
1. Que se inicie la persecución cuando el buque o sus lanchas se encuentren en las aguas interiores, aguas archipelágicas, en el mar territorial o en la zona contigua del Estado ribereño (arts. 23.1 del Convenio de 1958 y 111.1 de la Convención de 1982).
2. Que se realice por buques de guerra, aeronaves militares o barcos afectos a un servicio público y especialmente autorizados para ello (art. 23.4 y art. 111.5 de la Convención).
3. La persecución debe comenzar después de haberse dado una señal visual o auditiva desde una distancia que permita al buque perseguido verla u oírla (artículo 23.3 y art. 111.4 de la Convención).
4. La persecución debe ser continua, es decir, que no se interrumpa desde que se inició en las aguas interiores, aguas archipelágicas, mar territorial, zona contigua o zona económica exclusiva, y puede entonces continuarse en Alta Mar (art. 23.1 y art. 111.1 de la Convención).
5. La persecución deberá cesar cuando el buque haya entrado en el mar territorial del Estado de su pabellón o en el de un tercer Estado (artículo 23.2 y art. 11.3 de la Convención).